# Дарлугдах
Дарлугдаха (VI) — дева, игумения Килдэрская, память 23 января, 1 февраля.
Святая Дарлугдаха (Darlugdach, Darlaugdach, Dardulacha, Derlugdach и Darulagdach) с младенчества была приёмной дочерью св. Бригитты. По преданию, будучи отроковицей, она воспылала страстью к некому мужчине и собиралась было оставить монастырь. Претерпевая великое боренье и будучи в молитве, она как-то ночью вплотную подвинула свои ноги к раскалённым углям; наутро святая Бригитта обнаружила её обожжённые ступни.
Св. Дарлугдаха была второй игуменией в Килдаре после святой Бригитты. В 486 году она получила от Нехтона I, короля южных пиктов, земли в Абернети:
“In the third year of his reign, Darlugdach, abbess of Kildare, in Ireland, was an exile for Christ’s sake in Britain. In the second year of her sojourn, Nectonius dedicated Abernethy to God and St Brigid, in the presence of Darlugdach, who sang alleluia over such an offering.”Chronicle of the Picts and Scots
Святая Дарлугдаха молила Господа о кончине вместе со своей приёмной матерью. Простудившись, она отошла ко Господу ровно через год после кончины святой Бригитты. Они поминаются в один и тот же день.